# Academygletsjer (Groenland)
De Academygletsjer is een gletsjer in Nationaal park Noordoost-Groenland in het noordoosten van Groenland. 

## Geografie
De gletsjer is zuid-noord georiënteerd en heeft een lengte van meer dan 40 kilometer. Ze mondt in het noorden uit in het Independencefjord.
Op ongeveer 20 kilometer naar het noordwesten ligt de Marie Sophiegletsjer.
Ten oosten van de gletsjer ligt het J.C. Christensenland.